# Festival soparnika
Festival soparnika je gastronomsko-turistička manifestacija, koja se održava ljeti, u srpnju, u Dugom Ratu.Organizatori festivala su Općina Dugi Rat i Udruga poljičana Sveti Jure Priko.
Na 15. Festivalu poljičkog soparnika, 2019. godine otkriven je spomenik soparniku: Žena sa soparnikom u ruci, brončani kip visok 175 centimetara. Svečano je otkriven 27. srpnja 2019. godine. Blagoslovio ga je župnik don Božo Ćubelić. 